# Bergin Nilsen
Bergin Nilsen (Kragerø, 23 luglio 1881 – Brooklyn, giugno 1981) è stato un ginnasta e multiplista statunitense.

## Carriera
Nilsen partecipò ai Giochi olimpici di Saint Louis 1904 nelle gare di triathlon e ginnastica. Giunse sesto nel concorso a squadre, ottantaduesimo nel concorso generale individuale, sessantasettesimo nel triathlon e ottantacinquesimo nel concorso a tre eventi.